# Pacific Princess
Le Pacific Princess (anciennement le R-Three de Renaissance Cruises) est un navire de croisière appartenant à la société Princess Cruises.
C'est un navire de classe R construit en France aux Chantiers de l'Atlantique, pour le compte de Renaissance Cruises, cette société fait faillite en 2001, le R-Three est alors revendu à Princess Cruises et par la même occasion renommé Pacific Princess, le premier Pacific Princess ayant été démoli en 2013.